# Put Your Arms Around Me, Honey
Put Your Arms Around Me, Honey (I Never Knew Any Girl Like You) ist ein Popsong, den Albert Von Tilzer (Musik) und Junie McCree verfassten und 1910 veröffentlichten.

## Hintergrund
Von Tilzer und McCree schrieben Put Your Arms Around Me, Honey für die Broadway-Show Madame Sherry, einer Adaption der französischen Operettenfarce Madame Sherry von Maurice Ordonneau und Hugo Felix. Sämtliche weitere Songs wurden von Otto Harbach und Karl Hoschna beigesteuert. Vorgestellt wurde der Song bei der Uraufführung am New Yorker New Amsterdam Theatre von  Elizabeth Murray, bei der Aufführung in Chicago von Fanny Wise.

## Erste Aufnahmen und spätere Coverversionen

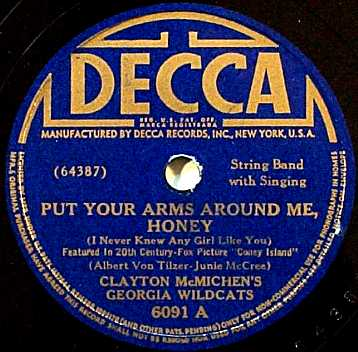
Decca-78er von Put Your Arms Around Me Honey in der Version von Clayton McMichen and his Georgia Wildcats (1938)

Put Your Arms Around Me Honey war 1921 ein Erfolgstitel für Arthur Collins und Byron Harlan (Victor); 1943 für Dick Kuhn & His Orchestra. Während des Recording ban produzierte Decca Records eine A-cappella-Aufnahme mit Dick Haymes & The Song Spinners, die 1944 ebenfalls in die US-Popcharts gelangte.
Der Diskograf Tom Lord listet im Bereich des Jazz insgesamt 21 (Stand 2016) Coverversionen, u. a. ab 1943 von Glenn Miller, Charlie Spivak, Tiny Hill, Frank Froeba, Hank Hill and The Hill Toppers, Ella Mae Morse/Nelson Riddle, Dorothy Donegan, Jean Goldkette, Marion Montgomery, Joe Webster, George Buck's Jazzology All Stars und die Mike Barone Big Band.
In der Radiosendung This Is Jazz spielten ihn 1947 die All Star Stompers (bestehend aus Wild Bill Davison, Jimmy Archey, Albert Nicholas, Ralph Sutton, Danny Barker, Pops Foster, Baby Dodds) Betty Grable sang ihn in dem Spielfilm Coney Island (1943), Judy Garland  in In the Good Old Summertime (1949, Regie Robert Z. Leonard). Der Song wurde außerdem von dem Countrysänger Clayton McMichen and his Georgia Wildcats (1938), sowie 1960 von Ray Smith (Judd Records) und von Fats Domino (Imperial 5687) gecovert.